# Aircalin

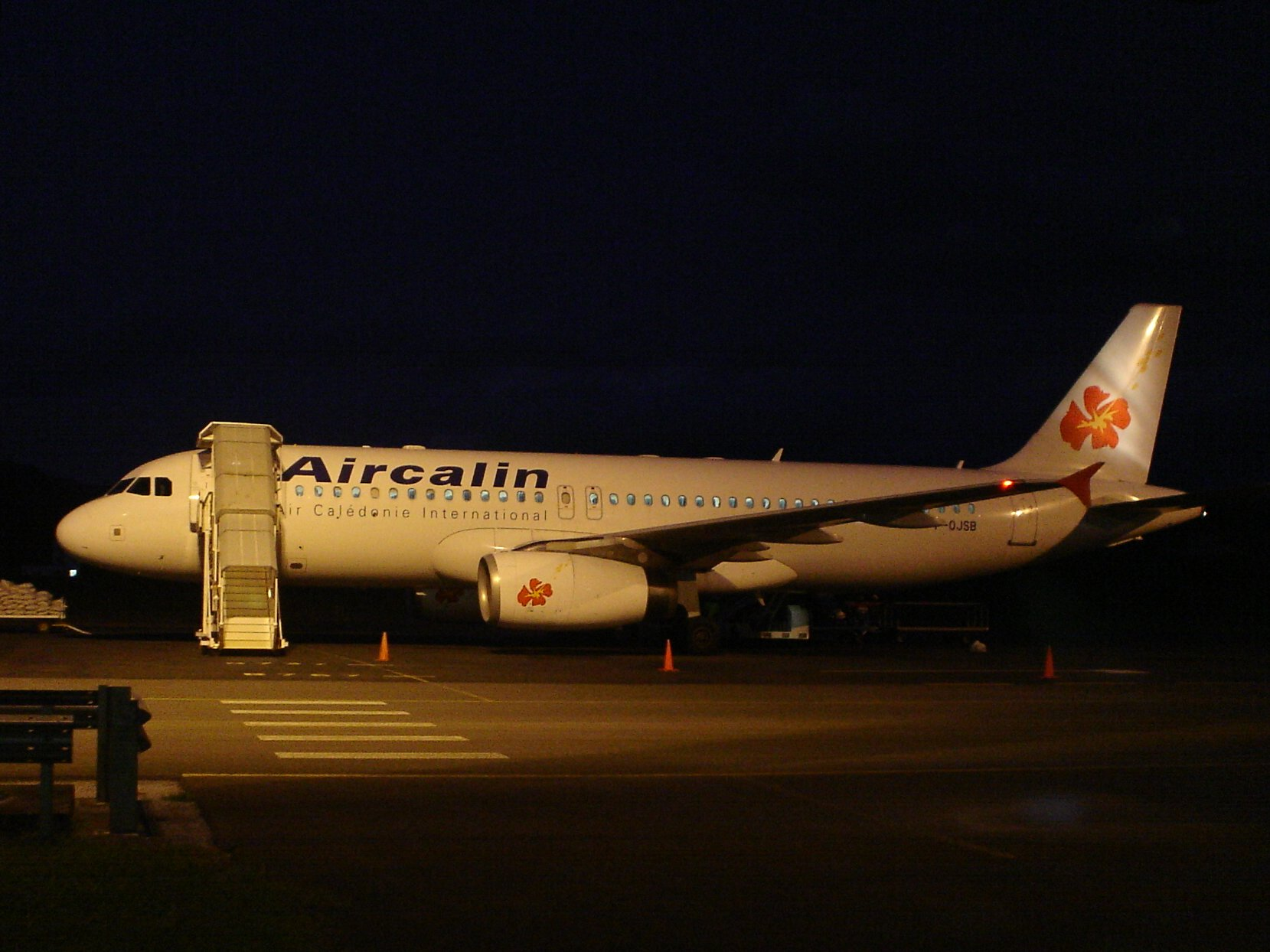
Airbus A320 авиакомпании Aircalin в Международном аэропорту Бауэрфилд, Вануату, 2007 год

Société Aircalin, действующая как Air Calédonie International — авиакомпания Новой Каледонии со штаб-квартирой в городе Нумеа, работающая на международных авиаперевозках заморской территории.
Air Calédonie выполняет регулярные пассажирские и грузовые рейсы по десяти аэропортам международных направлений, включая аэропорты Японии. Главной базой авиакомпании и её транзитным узлом (хабом) является Международный аэропорт Ла-Тонтута.

## История
Авиакомпания Aircalin была образована в 1983 году и начала операционную деятельность спустя несколько месяцев.
Главным собственником авиаперевозчика является финансовый холдинг «Caisse d’Epargne Group», которому принадлежит 72 % акций Aircalin, ещё 27 % находятся в собственности агентства «Agence pour la Desserte aerienne de Nouvelle Caledonie» и около 1 % акций принадлежат частным инвесторам.
В марте 2007 года штат компании состоял из 390 сотрудников.

## Маршрутная сеть
По состоянию на февраль 2009 года авиакомпания Aircalin выполняла регулярные пассажирские перевозки в следующие аэропорты:

### Азия
- Япония
  - Осака — Международный аэропорт Кансай(Терминал 1)
  - Токио — Международный аэропорт Нарита(Терминал 1)

### Океания
- Австралия
  - Брисбен — Аэропорт Брисбен
  - Мельбурн — Аэропорт Мельбурн(Терминал 2)
  - Сидней — Аэропорт Сиднея(Терминал 1)
- Фиджи
  - Нади — Международный аэропорт Нади
- Французская Полинезия
  - Папеэте — Международный аэропорт Фааа
- Новая Каледония
  - Нумеа — Международный аэропорт Ла-Тонтута хаб
- Новая Зеландия
  - Окленд — Аэропорт Окленд
- Вануату
  - Порт-Вила — Международный аэропорт Бауэрфилд
- Уоллис и Футуна
  - Футуна — Аэропорт Пойнт-Вель
  - Уоллис — Аэропорт Хихифо

## Флот
По состоянию на 30 августа 2009 года воздушный флот авиакомпании Aircalin составляли следующие самолёты:
| Тип самолёта    |  | Всего | Пассажиров (Бизнес/Экономический) |
| --------------- |  | ----- | --------------------------------- |
| Airbus A320-232 |  | 1     | 146 (8/138)                       |
| Airbus A320 Neo |  | 1     | 168                               |
| Airbus A330 Neo |  | 2     | 291 (26/265)                      |
| Twin Otter      |  | 1     | 16                                |

* Коммерческое название бизнес-класса — «Хибискус-класс»